# Wereldkampioenschappen indooratletiek 2008
De wereldkampioenschappen indooratletiek 2008 werden gehouden van vrijdag 7 maart 2008 tot en met zondag 9 maart 2008 in het Spaanse Valencia. Het evenement vond plaats in het Palau Velódrom Lluís Puig, dat plaats bood aan 6.500 toeschouwers. Aan het toernooi deden 646 atleten mee (374 mannen en 272 vrouwen), die aangesloten waren bij 
158 nationale atletiekbonden.

## Recordverbeteringen
Er werd één wereldrecord verbeterd:
- Jelena Soboleva (Rusland) op de 1500 m naar 3.57,71 minuten.
Later werden Soboleva, vanwege een overtreding van het dopingreglement, zowel haar titel ontnomen als haar wereldrecord ongeldig verklaard.

Er werd één Belgisch record verbeterd:
- Eline Berings op de 60 m horden naar 8,05 seconden (in de series).

## Deelnemers

### Nederland
- Maarten Heisen
  - 60 m - 6e in de halve finale met 6,71 s
- Robert Lathouwers
  - 800 m - 3e in de halve finale met 1.48,27
- Rutger Smith
  - kogelstoten - 4e in de finale met 20,78 m[1]

### België
- Eline Berings
  - 60 m horden - 6e in de halve finale met 8,10 s
- Adrien Deghelt
  - 60 m horden - 4e in de halve finale met 7,69 s
- Kim Gevaert
  - 60 m - 4e in de finale met 7,22 s
- Tia Hellebaut
  - vijfkamp - 1e in de finale met 4867 p

## Uitslagen

### 60 m
| rang   | land | naam              | prestatie |
| ------ | ---- | ----------------- | --------- |
| Goud   | NGR  | Olusoji Fasuba    | 6,51 (WL) |
| Zilver | SKN  | Kim Collins       | 6,54 (SB) |
| Zilver | GBR  | Dwain Chambers    | 6,54 (PB) |
| 4      | USA  | Mike Rodgers      | 6,57      |
| 5      | BRA  | Vicente de Lima   | 6,60      |
| 6      | NGR  | Isaac Uche        | 6,63      |
| 7      | GBR  | Simeon Williamson | 6,63      |
| 8      | RUS  | Andrej Jepisjin   | 6,70      |

| rang   | land | naam               | prestatie |
| ------ | ---- | ------------------ | --------- |
| Goud   | USA  | Angela Williams    | 7,06 (WL) |
| Zilver | GBR  | Jeanette Kwakye    | 7,08 (NR) |
| Brons  | IVB  | Tahesia Harrigan   | 7,09 (NR) |
| 4      | BEL  | Kim Gevaert        | 7,22      |
| 5      | RUS  | Jevgenia Poljakova | 7,24      |
| 6      | NGR  | Oludamola Osayomi  | 7,26      |
| 7      | NGR  | Ene Franca Idoko   | 7,30      |
| 8      | USA  | Alexis Joyce       | 7,37      |

### 400 m
| rang   | land | naam              | prestatie  |
| ------ | ---- | ----------------- | ---------- |
| Goud   | CAN  | Tyler Christopher | 45,67 (WL) |
| Zilver | SWE  | Johan Wissman     | 46,04 (PB) |
| Brons  | BAH  | Chris Brown       | 46,26 (SB) |
| 4      | CRC  | Nery Brenes       | 46,65      |
| 5      | RUS  | Maksim Dyldin     | 46,79      |
| 6      | AUS  | Sean Wroe         | 46,93 (PB) |

| rang   | land | naam               | prestatie  |
| ------ | ---- | ------------------ | ---------- |
| Goud   | RUS  | Olesja Zykina      | 51,09 (WL) |
| Zilver | RUS  | Natalja Nazarova   | 51,10 (SB) |
| Brons  | USA  | Shareese Woods     | 51,41 (PB) |
| 4      | UKR  | Antonina Jefremova | 51,53 (PB) |
| 5      | ROU  | Angela Morosanu    | 53,07      |
| 6      | USA  | Moushaumi Robinson | 53,10      |

### 800 m
| rang   | land | naam                 | prestatie    |
| ------ | ---- | -------------------- | ------------ |
| Goud   | SUD  | Abubaker Kaki Khamis | 1.44,81 (WL) |
| Zilver | RSA  | Mbulaeni Mulaudzi    | 1.44,91 (NR) |
| Brons  | BRN  | Yusuf Saad Kamel     | 1.45,26 (AR) |
| 4      | LAT  | Dmitrijs Milkevics   | 1.45,72 (NR) |
| 5      | RUS  | Dmitriy Bogdanov     | 1.45,76 (PB) |
| 6      | USA  | Nick Symmonds        | 1.46,48 (PB) |

| rang   | land | naam                   | prestatie |
| ------ | ---- | ---------------------- | --------- |
| Goud   | AUS  | Tamsyn Lewis           | 2.02,57   |
| Zilver | UKR  | Tetjana Petljoek       | 2.02,66   |
| Brons  | MOZ  | Maria de Lurdes Mutola | 2.02,97   |
| 4      | ESP  | Mayte Martínez         | 2.03,15   |
| 5      | GBR  | Jenny Meadows          | 2.03,51   |
| 6      | ITA  | Elisa Cusma Piccione   | 2.03,76   |

### 1500 m
| rang   | land | naam                     | prestatie |
| ------ | ---- | ------------------------ | --------- |
| Goud   | ETH  | Deresse Mekonnen         | 3.38,23   |
| Zilver | KEN  | Daniel Kipchirchir Komen | 3.38,54   |
| Brons  | ESP  | Juan Carlos Higuero      | 3.38,82   |
| 4      | ESP  | Arturo Casado            | 3.38,88   |
| 5      | BRN  | Rashid Ramzi             | 3.40,26   |
| 6      | ETH  | Mekonnen Gebremedhin     | 3.40,42   |
| 7      | KEN  | Suleiman Kipses Simotwo  | 3.41,04   |
| 8      | MAR  | Youssef Baba             | 3.44,50   |

| rang   | land | naam              | prestatie    |
| ------ | ---- | ----------------- | ------------ |
| Goud   | ETH  | Gelete Burka      | 3.59,75 (AR) |
| Zilver | BRN  | Maryam Jamal      | 3.59,79 (AR) |
| Brons  | BUL  | Daniela Yordanova | 4.04,19 (NR) |
| 4      | ROU  | Liliana Popescu   | 4.07,61      |
| 5      | MAR  | Siham Hilali      | 4.15,54      |
| DQ     | RUS  | Jelena Soboleva   |              |
| DQ     | RUS  | Joelia Fomenko    |              |
| DQ     | FRA  | Bouchra Ghézielle |              |

### 3000 m
| rang   | land | naam                | prestatie    |
| ------ | ---- | ------------------- | ------------ |
| Goud   | ETH  | Tariku Bekele       | 7.48,23      |
| Zilver | KEN  | Paul Kipsiele Koech | 7.49,05      |
| Brons  | ETH  | Abreham Cherkos     | 7.49,96      |
| 4      | KEN  | Edwin Cheruiyot Soi | 7.51,60      |
| 5      | AUS  | Craig Mottram       | 7.52,42      |
| 6      | GBR  | Mo Farah            | 7.55,08      |
| 7      | MAR  | Ali Maataoui        | 7.58,93      |
| 8      | ESP  | Sergio Sánchez      | 7.59,74 (PB) |

| rang   | land | naam                   | prestatie    |
| ------ | ---- | ---------------------- | ------------ |
| Goud   | ETH  | Meseret Defar          | 8.38,79      |
| Zilver | ETH  | Meselech Melkamu       | 8.41,50      |
| Brons  | MAR  | Mariem Alaoui Selsouli | 8.41,66      |
| 4      | KEN  | Sylvia Kibet           | 8.41,82 (NR) |
| 5      | RUS  | Olga Komyagina         | 8.44,57 (SB) |
| 6      | NZL  | Kim Smith              | 8.48,48 (SB) |
| 7      | ITA  | Silvia Weissteiner     | 8.49,11 (SB) |
| 8      | POR  | Jéssica Augusto        | 8.49,78      |

### 60 m horden
| rang   | land | naam               | prestatie |
| ------ | ---- | ------------------ | --------- |
| Goud   | CHN  | Liu Xiang          | 7,46 (SB) |
| Zilver | USA  | Allen Johnson      | 7,55      |
| Brons  | LAT  | Staņislavs Olijars | 7,60 (SB) |
| Brons  | RUS  | Jevgeni Borisov    | 7,60      |
| 5      | GER  | Thomas Blaschek    | 7,64      |
| 6      | GBR  | Allan Scott        | 7,65      |
| 7      | ESP  | Jackson Quiñónez   | 7,66      |
| 8      | CUB  | Yoel Hernández     | 7,91      |

| rang   | land | naam                  | prestatie |
| ------ | ---- | --------------------- | --------- |
| Goud   | USA  | Lolo Jones            | 7,80      |
| Zilver | USA  | Candice Davis         | 7,93      |
| Brons  | CUB  | Anay Tejeda           | 7,98      |
| 4      | JAM  | Lacena Golding-Clarke | 8,01      |
| 5      | RUS  | Aleksandra Antonova   | 8,02      |
| 6      | UKR  | Jevhenija Snihoer     | 8,12      |
| 7      | RUS  | Yuliya Kondakova      | 10,19     |
| 8      | ESP  | Josephine Onyia       | 43,72     |

### Verspringen
| rang   | land | naam                        | prestatie |
| ------ | ---- | --------------------------- | --------- |
| Goud   | RSA  | Godfrey Khotso Mokoena      | 8,08 (SB) |
| Zilver | GBR  | Chris Tomlinson             | 8,06      |
| Brons  | KSA  | Mohamed Salman Al Khuwalidi | 8,01      |
| 4      | BOT  | Gable Garenamotse           | 7,93 (SB) |
| 5      | BUL  | Nikolay Atanasov            | 7,90      |
| 6      | JAM  | James Beckford              | 7,85      |
| 7      | POL  | Marcin Starzak              | 7,74      |
| 8      | CUB  | Wilfredo Martínez           | 7,72      |

| rang   | land | naam                | prestatie |
| ------ | ---- | ------------------- | --------- |
| Goud   | POR  | Naide Gomes         | 7,00 (WL) |
| Zilver | BRA  | Maurren Maggi       | 6,89 (AR) |
| Brons  | RUS  | Irina Simagina      | 6,88      |
| 4      | FRA  | Éloyse Lesueur      | 6,60      |
| 5      | ESP  | Concepción Montaner | 6,57      |
| 6      | LAT  | Ineta Radēviča      | 6,54      |
| 7      | BRA  | Keila Costa         | 6,48 (SB) |
| 8      | RSA  | Janice Josephs      | 6,39      |

### Hink-stap-springen
| rang   | land | naam              | prestatie  |
| ------ | ---- | ----------------- | ---------- |
| Goud   | GBR  | Phillips Idowu    | 17,75 (WL) |
| Zilver | CUB  | Arnie David Girat | 17,47 (PB) |
| Brons  | POR  | Nelson Évora      | 17,27      |
| 4      | ITA  | Fabrizio Donato   | 17,27 (SB) |
| 5      | SVK  | Dmitrij Vaľukevič | 17,14 (SB) |
| 6      | CUB  | Osniel Tosca      | 17,13 (SB) |
| 7      | USA  | Aarik Wilson      | 16,88      |
| 8      | RUS  | Danil Boerkenja   | 16,84      |

| rang   | land | naam              | prestatie  |
| ------ | ---- | ----------------- | ---------- |
| Goud   | CUB  | Yargelis Savigne  | 15,05 (AR) |
| Zilver | GRE  | Hrysopiyi Devetzi | 15,00 (NR) |
| Brons  | SLO  | Marija Šestak     | 14,68      |
| 4      | KAZ  | Olga Rypakova     | 14,58 (AR) |
| 5      | SUD  | Yamilé Aldama     | 14,47 (SB) |
| 6      | UKR  | Olha Saladoeha    | 14,32      |
| 7      | RUS  | Olesya Bufalova   | 14,31      |
| 8      | CHN  | Limei Xie         | 14,13      |

### Hoogspringen
| rang   | land | naam             | prestatie   |
| ------ | ---- | ---------------- | ----------- |
| Goud   | SWE  | Stefan Holm      | 2,36 m      |
| Zilver | RUS  | Jaroslav Rybakov | 2,34 m      |
| Brons  | CYP  | Kyriakos Ioannou | 2,30 m      |
| 4      | USA  | Andra Manson     | 2,30 m (SB) |
| 5      | CUB  | Víctor Moya      | 2,27 m      |
| 6      | USA  | Jesse Williams   | 2,27 m      |
| 6      | SRB  | Dragutin Topic   | 2,27 m      |
| 8      | CAN  | Michael Mason    | 2,27 m      |

| rang   | land | naam                | prestatie |
| ------ | ---- | ------------------- | --------- |
| Goud   | CRO  | Blanka Vlašić       | 2,03      |
| Zilver | RUS  | Jelena Slesarenko   | 2,01      |
| Brons  | UKR  | Vita Palamar        | 2,01 (NR) |
| 4      | ESP  | Ruth Beitia         | 1,99 (SB) |
| 5      | KAZ  | Marina Aitova       | 1,95      |
| 6      | USA  | Amy Acuff           | 1,95 (SB) |
| 7      | RUS  | Ekaterina Savchenko | 1,93      |
| 8      | CZE  | Iva Straková        | 1,93      |
| 8      | GER  | Ariane Friedrich    | 1,93      |

### Polsstokhoogspringen
| rang   | land | naam                | prestatie |
| ------ | ---- | ------------------- | --------- |
| Goud   | RUS  | Jevgeni Loekjanenko | 5,90 (WL) |
| Zilver | USA  | Brad Walker         | 5,85 (PB) |
| Brons  | AUS  | Steven Hooker       | 5,80 (SB) |
| 4      | FRA  | Jérôme Clavier      | 5,75      |
| 5      | GER  | Tim Lobinger        | 5,70      |
| 6      | UKR  | Maksym Mazoeryk     | 5,70      |
| 7      | SWE  | Alhaji Jeng         | 5,70      |
| 8      | USA  | Derek Miles         | 5,60      |

| rang   | land | naam                | prestatie |
| ------ | ---- | ------------------- | --------- |
| Goud   | RUS  | Jelena Isinbajeva   | 4,75      |
| Zilver | USA  | Jennifer Stuczynski | 4,75 (PB) |
| Brons  | BRA  | Fabiana Murer       | 4,70 (AR) |
| Brons  | POL  | Monika Pyrek        | 4,70 (SB) |
| 5      | RUS  | Svetlana Feofanova  | 4,60      |
| 6      | POL  | Anna Rogowska       | 4,55      |
| 7      | CZE  | Pavla Rybová        | 4,50      |
| 8      | GER  | Anna Battke         | 4,45      |

### Kogelstoten
| rang   | land | naam               | prestatie  |
| ------ | ---- | ------------------ | ---------- |
| Goud   | USA  | Christian Cantwell | 21,77      |
| Zilver | USA  | Reese Hoffa        | 21,20      |
| Brons  | POL  | Tomasz Majewski    | 20,93 (NR) |
| 4      | NED  | Rutger Smith       | 20,78      |
| 5      | JAM  | Dorian Scott       | 20,29      |
| 6      | AUS  | Scott Martin       | 20,13      |
| 7      | GER  | Peter Sack         | 20,05      |
| DQ     | BLR  | Andrej Michnevitsj | 20,82 (SB) |

| rang   | land | naam                  | prestatie  |
| ------ | ---- | --------------------- | ---------- |
| Goud   | NZL  | Valerie Vili          | 20,19 (AR) |
| Zilver | BLR  | Nadzeja Astaptsjoek   | 19,74      |
| Brons  | CHN  | Li Meiju              | 19,09 (PB) |
| 4      | CUB  | Misleydis González    | 18,75 (PB) |
| 5      | ITA  | Chiara Rosa           | 18,68 (PB) |
| 6      | GER  | Christina Schwanitz   | 18,55      |
| 7      | TRI  | Cleopatra Borel-Brown | 18,47 (SB) |
| 8      | RUS  | Anna Omarova          | 17,75      |

### Zevenkamp/Vijfkamp
| rang   | land | naam                | prestatie |
| ------ | ---- | ------------------- | --------- |
| Goud   | USA  | Bryan Clay          | 6371 (WL) |
| Zilver | BLR  | Andrej Krawtsjanka  | 6234 (NR) |
| Brons  | KAZ  | Dmitri Karpov       | 6131      |
| 4      | RUS  | Michail Logvinenko  | 5984      |
| 5      | USA  | Donovan Kilmartin   | 5951      |
| 6      | EST  | Andres Raja         | 5894      |
| 7      | CZE  | Roman Šebrle        | DNF       |
| 8      | RUS  | Aleksandr Pogorelov | DNF       |

| rang   | land | naam              | prestatie |
| ------ | ---- | ----------------- | --------- |
| Goud   | BEL  | Tia Hellebaut     | 4867 (WL) |
| Zilver | GBR  | Kelly Sotherton   | 4852 (SB) |
| Brons  | RUS  | Anna Bogdanova    | 4753      |
| 4      | UKR  | Natalja Dobrynska | 4742      |
| 5      | LTU  | Austra Skujytė    | 4655 (SB) |
| 6      | POL  | Karolina Tyminska | 4580      |
| 7      | RUS  | Tatjana Tsjernova | 4543      |
| 8      | UKR  | Ljoedmila Blonska | 4474      |

### 4 x 400 m estafette
| rang   | land | naam                                                             | prestatie    |
| ------ | ---- | ---------------------------------------------------------------- | ------------ |
| Goud   | USA  | James Davis Jamaal Torrance Greg Nixon Kelly Willie              | 3.06,79 (WL) |
| Zilver | JAM  | Michael Blackwood Edino Steele Adrian Findlay DeWayne Barrett    | 3.07,69 (SB) |
| Brons  | DOM  | Arismendy Peguero Carlos Santa Pedro Mejia Yoel Tapia            | 3.07,77 (NR) |
| 4      | POL  | Piotr Kedzia Piotr Klimczak Wojciech Chybinski Grzegorz Sobinski | 3.08,76 (SB) |
| 5      | GBR  | Steven Green Richard Buck Dale Garland Robert Tobin              | 3.09,21      |
| 6      | RUS  | Denis Aleksjejev Anton Kokorin Maksim Dyldin Joeri Borzakovski   | 3.15,38      |

| rang   | land | naam                                                                     | prestatie    |
| ------ | ---- | ------------------------------------------------------------------------ | ------------ |
| Goud   | RUS  | Joelia Goesjtsjina Tatjana Levina Natalja Nazarova Olesja Zykina         | 3.28,17 (WL) |
| Zilver | BLR  | Anna Kozak Iryna Chljoestava Svjatlana Voesovitsj Ilona Voesovitsj       | 3.28,90 (SB) |
| Brons  | USA  | Angel Perkins Miriam Barnes Shareese Woods Moushaumi Robinson            | 3.29,30 (SB) |
| 4      | CZE  | Zuzana Bergrová Denisa Šcerbová Jitka Bartonicková Zuzana Hejnová        | 3.34,53 (SB) |
| 5      | ROU  | Anamaria Ionita Iuliana Popescu Elena Mirela Lavric Angela Morosanu      | 3.36,79 (SB) |
| 6      | POL  | Agnieszka Karpiesiuk Ewelina Setowska-Dryk Jolanta Wójcik Bozena Lukasik | 3.36,97 (SB) |

## Verklaring
- WR: Wereldrecord
- WMR: Wereldkampioenschapsrecord
- AR: Werelddeelrecord
- NR: Nationaal record
- WL: Beste jaarprestatie van de wereld
- PB: Persoonlijk record
- SB: Beste persoonlijke seizoensprestatie

## Medaillespiegel
| Plaats | Land                   | Goud | Zilver | Brons | Totaal |
| 1      | Verenigde Staten       | 5    | 5      | 3     | 13     |
| 2      | Rusland                | 4    | 3      | 3     | 10     |
| 3      | Ethiopië               | 4    | 1      | 1     | 6      |
| 4      | Verenigd Koninkrijk    | 1    | 4      |       | 5      |
| 5      | Cuba                   | 1    |        | 1     | 2      |
| 6      | Zweden                 | 1    | 1      |       | 2      |
| 6      | Zuid-Afrika            | 1    | 1      |       | 2      |
| 8      | Australië              | 1    |        | 1     | 2      |
| 8      | China                  | 1    |        | 1     | 2      |
| 8      | Portugal               | 1    |        | 1     | 2      |
| 11     | België                 | 1    |        |       | 1      |
| 11     | Canada                 | 1    |        |       | 1      |
| 11     | Kroatië                | 1    |        |       | 1      |
| 11     | Nieuw-Zeeland          | 1    |        |       | 1      |
| 11     | Nigeria                | 1    |        |       | 1      |
| 11     | Soedan                 | 1    |        |       | 1      |
| 17     | Wit-Rusland            |      | 3      |       | 3      |
| 18     | Kenia                  |      | 2      |       | 2      |
| 19     | Brazilië               |      | 1      | 1     | 2      |
| 19     | Oekraïne               |      | 1      | 1     | 2      |
| 19     | Bahrein                |      | 1      | 1     | 2      |
| 21     | Griekenland            |      | 1      |       | 1      |
| 21     | Jamaica                |      | 1      |       | 1      |
| 21     | Saint Kitts en Nevis   |      | 1      |       | 1      |
| 24     | Polen                  |      |        | 2     | 2      |
| 25     | Bahama's               |      |        | 1     | 1      |
| 25     | Britse Maagdeneilanden |      |        | 1     | 1      |
| 25     | Cyprus                 |      |        | 1     | 1      |
| 25     | Dominicaanse Republiek |      |        | 1     | 1      |
| 25     | Kazachstan             |      |        | 1     | 1      |
| 25     | Letland                |      |        | 1     | 1      |
| 25     | Marokko                |      |        | 1     | 1      |
| 25     | Mozambique             |      |        | 1     | 1      |
| 25     | Saoedi-Arabië          |      |        | 1     | 1      |
| 25     | Slovenië               |      |        | 1     | 1      |
| 25     | Spanje                 |      |        | 1     | 1      |
| 25     | Bulgarije              |      |        | 1     | 1      |
| Totaal | Totaal                 | 26   | 27     | 28    | 81     |

Parijs 1985 · 
Indianapolis 1987 · 
Boedapest 1989 · 
Sevilla 1991 · 
Toronto 1993 · 
Barcelona 1995 · 
Parijs 1997 · 
Maebashi 1999 · 
Lissabon 2001 · 
Birmingham 2003 · 
Boedapest 2004 · 
Moskou 2006 · 
Valencia 2008 ·
Doha 2010 ·
Istanbul 2012 ·
Sopot 2014 ·
Portland 2016 · 
Birmingham 2018 ·
Belgrado 2022 · 
Glasgow 2024 · 
Nanjing 2025 · 
Toruń 2026
Belgische medaillewinnaars · Nederlandse medaillewinnaars